# Shout at the Devil
Shout at the Devil är hårdrocksgruppen Mötley Crües andra studioalbum, släppt den 26 september 1983. Det räknas som ett av gruppens tyngsta album.
Mötley Records gjorde en ny version av skivan, bland annat bytte man framsida och lade in några bonuslåtar. De största hitsen på skivan var bland annat låtarna "Shout at the Devil" (plats 30 på Mainstream Rock Tracks 1983), "Looks That Kill" (plats 54 på Billboard Hot 100, 1984) och "Too Young to Fall in Love" (plats 90 på Billboard Top 100, 1994). Själva albumet Shout at the Devil nådde plats 17 på Billboard Top 200 år 1983.

## Låtförteckning
1. "In the Beginning" (Geoff Workman, Nikki Sixx) – 1:13
2. "Shout at the Devil" (Sixx) – 3:16
3. "Looks That Kill" (Sixx) – 4:07
4. "Bastard" (Sixx) – 2:54
5. "God Bless the Children of the Beast" (Mick Mars) – 1:33
6. "Helter Skelter" (John Lennon, Paul McCartney) – 3:09
7. "Red Hot" (Mars, Vince Neil, Sixx) – 3:21
8. "Too Young to Fall in Love" (Sixx) – 3:34
9. "Knock 'Em Dead, Kid" (Neil, Sixx) – 3:40
10. "Ten Seconds to Love" (Neil, Sixx) – 4:17
11. "Danger" (Mars, Neil, Sixx) – 3:51

## Bonuslåtar
2003 remastered edition
1. "Shout at the Devil (demo)" (Sixx) – 3:18
2. "Looks That Kill (demo)" (Sixx) – 5:06
3. "Hotter Than Hell (demo)" (Sixx) – 2:49
4. "I Will Survive" (Mars, Sixx) – 3:19
5. "Too Young to Fall in Love (demo)" (Sixx) – 3:03
6. "Looks That Kill" [video]

## Medverkande
- Allister Fiend - berättare
- Tommy Lee - trummor, sång
- Mick Mars - akustisk gitarr, elbas, elgitarr, sång
- Vince Neil - sång
- Nikki Sixx - elbas, sång
- Tom Werman - producent
- Geoff Workman - engineer